# شهرهای کاغذی (فیلم)
شهرهای کاغذی (به انگلیسی: Paper Towns) یک فیلم کمدی-درام و معمایی آمریکایی، به کارگردانی جیک شرایر است که بر اساس رمانی به همین نام و به قلم نویسنده آمریکایی جان گرین اقتباس شده‌است. این فیلم به نویسندگی اسکات ناستادتر و مایکل اچ. وبر است، همان تیمی که اولین اقتباس رمان جان گرین با عنوان بخت پریشان را نوشته بودند. از بازیگران فیلم می‌توان به نات وولف، کارا دلیوین، هالستون سیج، آستین آبرامز، جاستیس اسمیت و جاز سینکلر و انسل الگورت اشاره کرد. شهرهای کاغذی در تاریخ ۲۴ ژوئیه ۲۰۱۵ در ایالات متحده آمریکا توسط استودیو فاکس قرن بیستم منتشر شد.

## تولید

### پیش تولید
جان گرین در ویدئو بلاگ ۲۰۰۸ اعلام کرد که حقوق فیلم شهرهای کاغذی توسط من‌دیت پیکچرز و آقای ماد انتخاب شده‌است.
در ۲۴ مارس ۲۰۱۴، گرین از طریق توییتر اعلام کرد که شهرهای کاغذی همان استودیو (فاکس ۲۰۰۰) را خواهد داشت و توسط تیم تهیه‌کننده و نویسنده اثر قبلی وی یعنی بخت پریشان کار خواهد شد. در ۴ سپتامبر ۲۰۱۴، یکبار دیگر از طریق توییتر، گرین اعلام کرد که جیک شریر هم کارگردانی فیلم را به عهده می‌گیرد.
تهیه‌کننده فیلم ویک گادفری بیان کرد در صحنه‌ای که کوئنتین و مارگو به پارک «دریای جهان» که در فیلم شامل نمی‌شود به دلیل انتشار فیلم مستند «Blackfish» از شبکه تلویزیونی سی‌ان‌ان است. اگر این صحنه گنجانده شد، مردم احتمالاً تحریم و دفتر جعبه را پایین خواهند آورد.

### فیلم‌برداری
اگرچه این رمان در درجه اول در اورلندو، فلوریدا نوشته شده‌است، اما بر طبق گفته‌های گرین، مشوق‌های مالیاتی کارولینای شمالی برای فیلم‌سازان انتخاب مقرون به صرفه‌ای برای عکاسی اصلی به‌شمار می‌رود. فیلمبرداری شهرهای کاغذی قرار بود تا قبل از تاریخ ۳۱ دسامبر ۲۰۱۴ به پایان برسد.
فیلمبرداری در تاریخ ۳ نوامبر ۲۰۱۴ در داخل و اطراف شارلوت، کارولینای شمالی آغاز شد و به این نتیجه رسیدند در ۱۹ دسامبر، ۱۷–۱۸ نوامبر، فیلمبرداری با توجه به محل در هنر انبار مورسویل در شهر مورسویل بود، اما با توجه به شرایط آب و هوایی آن، برنامه به تعویق افتاد.
سپس با توجه به تغییر در محل برگزاری، فیلمبرداری در شهر کاباروس، خارج از شارلوت آغاز شد که در آن خدمه در کاباروس دبیرستان مرکزی در کانکرد، که نام آن به «پارک دبیرستان جفرسون» تغییر یافت، به فیلمبرداری مشغول شدند.